# Batalla de Basiani
La Batalla de Basiani se libró a principios del siglo XIII entre los ejércitos del reino de Georgia y el sultanato selyúcida de Rum en el valle de Basiani, 60 km al nordeste de la actual ciudad turca de Erzurum. La fecha de la batalla es disputada, proponiéndose fechas entre 1202 y 1205, con 1203 o 1204 considerados los más probables. El cronista musulmán Ibn Bibi fechó la batalla en 598 a. H. (1 de octubre de a 19 de septiembre de 1202). Los historiadores modernos ubican la batalla en el entorno del castillo de Micingerd (Mazankert).

## Contexto
La batalla fue uno de varios enfrentamientos entre los monarcas georgianos y los gobernantes selyúcidas de Anatolia durante los siglos XI-XIII, narradas en las crónicas georgianas, armenias e islámicas. Supuso un nuevo intento de los selyúcidas de revertir los avances georgianoos hacia el sur. .
El sultán de Rum, Rukn ad-Din Solimán II (c. 1196–1204), había tenido éxito en reunificar el territorio que su padre Kilij Arslan II había gobernado. Inicialmente sus relaciones con el vecino reino de Georgia fueron pacíficas, incluyendo el intercambio de embajadas y regalos. Aun así, Solimán II se anexionó en 1201 Erzurum, cuyo último malik Ala ad-Din Mahoma de la dinastía saltúquida, había sido un tributario de la corona georgiana, lo que desencadenó el conflicto con los georgianos. El selyúcida por su parte se oponía al tributo que los georgianos cobraban a los beyliks musulmanes vecinos y exigió la retirada de dichos impuestos en un ultimátum a la reina georgiana Tamar. Según las crónicas georgianas, el emisario de Solimán entregó una carta altamente ofensiva a Tamar en la que el sultán amenazó con tomarla como su concubina tras conquistar Georgia y fue abofeteado por Zakaria Mkhargrdzeli. Según el cronista, presente en esas negociaciones, el emisario terminó inconsciente "yaciendo boca abajo como muerto".

## La batalla
Solimán II, junto a sus beys vasallos, cruzó las marcas georgianas y acampó en el valle de Basiani. Tamar reclutó rápidamente un ejército bajo el mando de su consorte, David Soslan. Desde su base en Javakheti, las tropas georgianas comandadas por Soslan y el amirspasalar Zakaria Mkhargrdzeli avanzaron por sorpresa sobre  Basiani y asaltaron el campamento enemigo. En una disputada batalla, los selyúcidas rechazaron varios ataques georgianos pero fueron finalmente sobrepasados y vencidos. La caída del estandarte del sultán hizo caer en pánico a los oficiales selyúcidas. Solimán, herido en combate, se hubo de retirar a Erzurum.

## Consecuencias
Los georgianos capturaron al hermano de Rukn ad-Din Solimán II, que fue luego rescatado a cambio de una herradura. La acción mostró el predominio militar de Tamar en el Cáucaso, Anatolia, Armenia, Shirvan y la costa del mar Negro. La victoria en Basiani aseguró además las posiciones de Georgia en el suroeste y contuvo el resurgimiento selyúcida. Poco después de la batalla de Georgia invadió Trebisonda y creó un estado tapón entre los turcos y Georgia donde Tamar colocó en el trono a su cuñado Alejo I de Trebisonda.